# 7.92×33mm Kurz
7.92×33mm Kurz (за класифікацією C.I.P. 7.92 x 33 kurz) безфланцевий пляшкоподібний проміжний гвинтівковий набій розроблений у Третьому Рейху перед Другою світовою війною, призначений для створення штурмової гвинтівки Sturmgewehr 44. Набій також називають 7.9mm Kurz (нім. Kurz — "короткий"), 7.9 Kurz, 7.9mmK або 8×33 Polte. Набій є проміжним набоєм між довгим потужним гвинтівковим набоєм 7.92×57mm та пістолетним набоєм 9×19mm Parabellum. Крім того, це перший масовий проміжний набій (нім. Mittelpatrone) у світі.

## Параметри набою
Об'єм гільзи набою 7,92×33мм Kurz становить 2,22 мл (34,3 гран H2O).
Зовнішня конструкція гільзи була створена для заряджання та витягнення зі штурмової гвинтівки в надзвичайних умовах.
Найбільші параметри набою 7,92×33мм Kurz за C.I.P.. Всі параметри в міліметрах (мм).
Американці визначили кут плеча як alpha/2 ≈ 17,5 градусів.
Звичайна скорість закручування нарізів для цього набою 240 мм (1 на 9.45 in), чотири канавки, діаметр поля = 7,89 мм, діаметр канавки = 8,20 мм, ширина поля = 4,40 мм, тип капсуля — Бердан або боксер (великого гвинтівкового розміру).
Згідно з правилами C.I.P., набій 7,92×33мм Kurz може витримати п'єзо тиск 340,00 МПа (49 313 psi) Pmax. У країнах де використовують правила C.I.P., кожен гвинтівковий набій на випробуванні повинен витримати 125% щонайбільшого тиску, щоб отримати затвердження C.I.P. для продажу.
Це значить, що на 2014 рік оружжя, яка заряджається набоєм 7,92×33мм Kurz в країнах де використовують правила C.I.P., на тестуваннях може витримати п'єзо тиск 425,00 МПа (61 641 psi) PE.

## Військове позначення
У німецьких військових інструкціях важливою була назва набою, а не його калібр. Набій 7,92×33мм Kurz називався Pistolenpatrone M43 (пістолетний набій модель 1943) або Pistolen-Munition M43 (пістолетний боєприпас модель 1943). Це було частиною дублювання, через яке штурмова гвинтівка StG44 була позначена "пістолет-кулемет" щоб приховати дійсну природу зброї від Гітлера. Після затвердження та прийняття на озброєння штурмової гвинтівки Sturmgewehr 44, набій отримав назву "короткий набій модель 1943" (нім. Kurzpatrone 43).

## Історія
Набій був такого самого калібру та мав такий саме діаметр бази, як і 7,92×57мм, який був зразковим боєприпасом піхотної гвинтівки німецької армії, Karabiner 98k, а також їхніх кулеметів. Німецькі збройні сили отримали лімітовану партію автоматичної гвинтівки 7,92×57мм (з вибором режиму вогню) FG 42, але велика віддача від набою не давала дієво використовувати зброю.
Виникла потреба в набої, який можна було використовувати в легшій, більш рухо́вій гвинтівці, щоб заповнити прірву між пістолетом-кулеметом та гвинтівками. Зразковий набій 7,92×57мм було вкорочено на 24 мм. За довжини гільзи в 33 мм, набій Kurz значно коротший і мав меншу віддачу, ніж набій 7,92×57мм Mauser, але набій все ще зберігав дієвість під час стрільби по цілях на звичайних бойових відстанях у 300 м. Це значить, що набоєм можна стріляти зі зброї, яка важить менше, ніж кулемет, але при цьому дальність стрільби, скорострільність та зупиняюча сила більші за подібні показники набою 9×19мм Parabellum, який був зразковим набоєм німецьких пістолетів-кулеметів. Вага набою 7,92мм Kurz S.m.E. становила 17,05 грам, вага кулі становила 8,1 грама, а вага заряду 8,95 грама. Зменшення ваги 34% у порівнянні з набоєм 7,92×57мм Mauser s.S. значило, що солдат міг нести більше набоїв і міг вести вогонь на придушення.
Нестача латуні на наприкінці Другої світової війни призвела до виготовлення гільз зі сталі. Набій Kurz має більшу конусність гільзи, ніж похідний набій, оскільки сталь менш еластична ніж латунь, а тому її набагато важче витягнути. Це призвело до появи вигнутих магазинів для зброї, у якому використовували цей набій, через вигнуту форму магазини отримали прізвисько "бананові магазини". Подібні магазини можна побачити у будь-якої зброї, де використовують конусні набої, наприклад, в автоматах Калашникова. Сталеві гільзи вкривають лаком для запобігання псуванню.

## Зброя
До розробки набою Kurz та зброї під цей набій, звичайний піхотинець міг бути озброєний гвинтівкою з ковзним затвором або пістолетом-кулеметом. Гвинтівка з ковзним затвором була зразковою стрілецькою зброєю багатьох військ світу. Зазвичай гвинтівки мали гарну точність та зупиняючу силу, але дуже низьку швидкострільність. Пістолет-кулемет став новим видом зброї. Він мав велику швидкість стрільби та невеликий розмір, але дальність стрільби та зупиняюча сила пістолетного набою (зазвичай 9 мм) були невеликими. Хоча точність і дальність стрільби набою Kurz були нижчими, ніж у гвинтівкових набоїв, ним усе одно можна було вражати поодинокі цілі на відстані до 300 м. Бувши дієвим набоєм середнього розміру, Kurz став основним щаблем розвитку в розробці штурмової гвинтівки, забезпечивши поєднання керованого автоматичного вогню та прийнятної точності на дальності, на якій, частіше веде бій піхота.
Набій використовували лише в кількох гвинтівках, найвідомішими були Sturmgewehr 44 та Volkssturmgewehr 1-5. Також у той час знаходилися кілька зразків зброї під цей набій, наприклад, Sturmgewehr 45, HIW VSK, Wimmersperg Spz-kr, Grossfuss Sturmgewehr, а також низка німецьких та чеських прообразів зброї розроблених під час Другої світової війни. До того ж невелика кількість прототипів була розроблена після війни різними країнами. Невідому кількість гвинтівок K43 наприкінці війни було випущено під цей набій, також було змінено магазини MP 44. Також були різновиди гвинтівки з ковзним затвором VK 98 (Volks-Karabiner), для озброєння Фольксштурму. Невідому кількість випустили підприємства Маузер та Штайр.
Деяка кількість гвинтівок Karabiner 98 були виставлені на продаж на Європейському ринку зі відтиском на стволі "NUR FÜR KURZ PATRONE" (лише для коротких набоїв). Хоча під час війни існувало кілька одиниць Karabiner 98 під цей набій для випробувань, спеціалісти та колекціонери вважають, що це повоєнні перероблювання.
Невелику кількість пістолетів із ковзним затвором Remington XP-100 випустили під набій 7,92×33мм Kurz.
Підприємство Lothar-Walther випускає нові стволи Mauser 98 під набій 7,92×33мм Kurz.
Підприємство Schwaben Arms GmbH з Ротвайлю в Німеччині пропонує нові гвинтівки K98K під набій 7,92×33мм Kurz (у Європі також відомий як 8x33), на додачу до гвинтівок під набої 8мм Mauser та 7,62×51 мм НАТО.

## Після Другої світової війни
Після Другої світової війни набій випробували та використовували в прототипах гвинтівок в Аргентині та Бельгії, а також інших країн, з кінця 1940-х до початку 1950-х років. Під час створення НАТО було створено перший прообраз FN FAL який стріляв цим набоєм. Після війни його випускали в НДР, Чехословаччині та Єгипті.
Іспанія після війни продовжила розробку набою і створила кілька варіантів набою, таких як трасувальний, набій із дещо коротшою кулею з човниковим хвостом яка мала свинцеве осердя. Ці розробки підтримував іспанський підполковник Кальзада Байо. Проте їх припинили надавши перевагу набою 7.92×40мм CETME. Кінець кінцем, іспанські гвинтівки CETME заряджалися набоєм 7,62×51мм NATO.
Досі є попит на цей набій, оскільки StG 44 по цей час використовує ополчення ліванських сил, Джибуті та Пакистану, а також непостійні сили в деяких країнах Африканського Рогу та на Середньому Сході, куди надходила трофейна німецька зброя з країн Східного блоку, а також із Югославії. Зараз виробництвом набоїв займається Prvi Partizan в місті Ужиці в Сербії. Крім того, на набій є попит серед приватних колекціонерів; гільзу для перезаряджання можна зробити з гільзи набою 7,62×51мм НАТО через зміну розміру та обрізку, а підприємство Hornady випускає кулю вагою 125 гран довжиною 8,2 мм для ручного заряджання набоїв.
У Пакистані цей набій має місцеву назву "44 Bore." Назва походить від 44 серії MP44/StG44 або від відтиску "L44A1", який можна знайти на обжатій гільзі набою 7,62×51мм. Набій використовують у місцевих самозарядних різновидах автоматів Калашникова (зроблених або перероблених у Пешаварі, Кохаті та Дерра Адам Хел тощо), оскільки калібр 7.62×39мм є забороненим (відомий як "prohibited bore" або "PB" в Пакистані). Такі автомати вважаються неповноцінними через несумісне перероблення оружжя під інший набій, а також відсутність нагляду якості за боєприпасами. Інколи оружжя використовують приватні охоронні підприємства. Використання куль калібру 7,92 мм у стволах калібру 7,62 мм без перероблення стволу вважається небезпечним.